# Sai (Frankrijk)
Sai is een gemeente in het Franse departement Orne (regio Normandië) en telt 211 inwoners (2005). De plaats maakt deel uit van het arrondissement Argentan.

## Geografie
De oppervlakte van Sai bedraagt 5,1 km², de bevolkingsdichtheid is 41,4 inwoners per km².
De onderstaande kaart toont de ligging van Sai (Frankrijk) met de belangrijkste infrastructuur en aangrenzende gemeenten.

## Demografie
Onderstaande figuur toont het verloop van het inwonertal (bron: INSEE-tellingen).
1. ↑  Populations de référence 2022.